# اوستولپ
شهر اوستولپ (به سوئدی: Åstorp) در ناحیه شهری اوستولپ در کشور سوئد واقع شده‌است. جمعیت این شهر ۱۲۹۴٫۲۸  نفر است.